# Yaymeşe, Şenkaya
Yaymeşe là một xã thuộc huyện Şenkaya, tỉnh Erzurum, Thổ Nhĩ Kỳ. Dân số thời điểm năm 2011 là 133 người.